# الأخوات الستة
الأخوات الستة (بالإسبانية: Seis Hermanas)‏ هو مسلسل تلفزيوني إسباني طويل من إنتاج شركة بامبو، تم البدأ بعرضه في 15 أبريل 2015 وإنتهى عرضه في 21 أبريل 2017. أحداث المسلسل تقع في بدايات القرن العشرين في مدريد وتبدأ من سنة 1913. تم دبلجة المسلسل إلى العربية وتم عرضه في قناة أبوظبي.

## القصة
تبدأ أحداث المسلسل في سنة 1913 وألذي يتكلم عن 6 الأخوات سيلفا حيث يواجهن مصاعب الحياة بعد وفاة والدهن، لتقمن هن بإدارة شؤونه وممتلكاته وثم تبدأ قصص حبهن. أكبر الأخوات أديلا هي عاطفية ومحبة وتأخذ معظم قرارات الأسرة. ثاني الأخوات بلانكا والتي تكون لطيفة جداً، على الرغم من خطبتها لرودولفو لويغوري إلا أنها تحب شخص آخر. وديانا الفتاة المغامرة والتي تعتقد أن النساء لا تحصلن على حقوقهن وهي التي لم تجد حب حياتها، حيث يكون لها خطط مختلفة لحياتها. فرانشسكا والتي تحلم أن تصبح مغنية أوبرا، سيليا والتي تحلم بدراسة الكتابة وتكتشف حبها لصديقتها بيترا، وإليسا أصغر الأخوات الغاضبة والتي ترغب بإيجاد رجل تستطيع تكوين عائلة معه.

## البطولة
- سيليا فريخيرو بدور أديلا سيلفا
- ماريا كاسترو بدور فرانشيسكا سيلفا
- ماريونا تينا بدور بلانكا سيلفا
- مارتا لارالدي بدور ديانا سيلفا
- كانديلا سيرات بدور سيليا سيلفا
- كارلا دياز بدور إليسا سيلفا
- أليكس أدروفير بدور سالفادور مونتانير
- كيتي مانفر بدور دولوريس لويغوري
- أليكس غاديا بدور كريستوبال لويغوري
- فرناندو أندينا بدور رودولفو لويغوري
- نونسي فولكارسيل بدور ماريا ديلا مارسيدس
- فيكي بينيا بدور روزاليا مانزانو
- كارلوتا أولسينا بدور بيترا

## وصلات خارجية
- الأخوات الستة على موقع IMDb (الإنجليزية)
- الأخوات الستة على موقع فيلمافينيتي (الإسبانية)
- الأخوات الستة على موقع كينوبويسك (الروسية)
- الأخوات الستة على موقع قاعدة بيانات الفيلم (الإنجليزية)

- الموقع الرسمي
- الأخوات الستة على قاعدة بيانات الأفلام على الإنترنت